# A-Rosa Stella
Die A-ROSA Stella ist als Flusskreuzfahrtschiff, genau wie ihr Schwesterschiff, die A-Rosa Luna, unter deutscher Flagge auf den französischen Flüssen Rhone und Saône unterwegs.
Das Flussschiff trägt, wie auch die übrige Flotte, den Unternehmensnamen A-ROSA der A-Rosa Flussschiff GmbH im Namen.
Von der Stadt Lyon aus bricht sie zu sechs- bis achttägigen Kreuzfahrten über die Flüsse auf.

## Schwesterschiffe

### Alle Rhône- und Saône-Schiffe der Reederei
- A-Rosa Luna

### Routen
In der Regel befährt die A-Rosa Stella ausschließlich die Routen Rendez-Vous (6 Tage), die Route Stella (8 Tage) und seit 2007 auch die Route Mediterranée, die bis Port St.-Louis verlängert ist und somit im Mittelmeer endet (8 Tage).

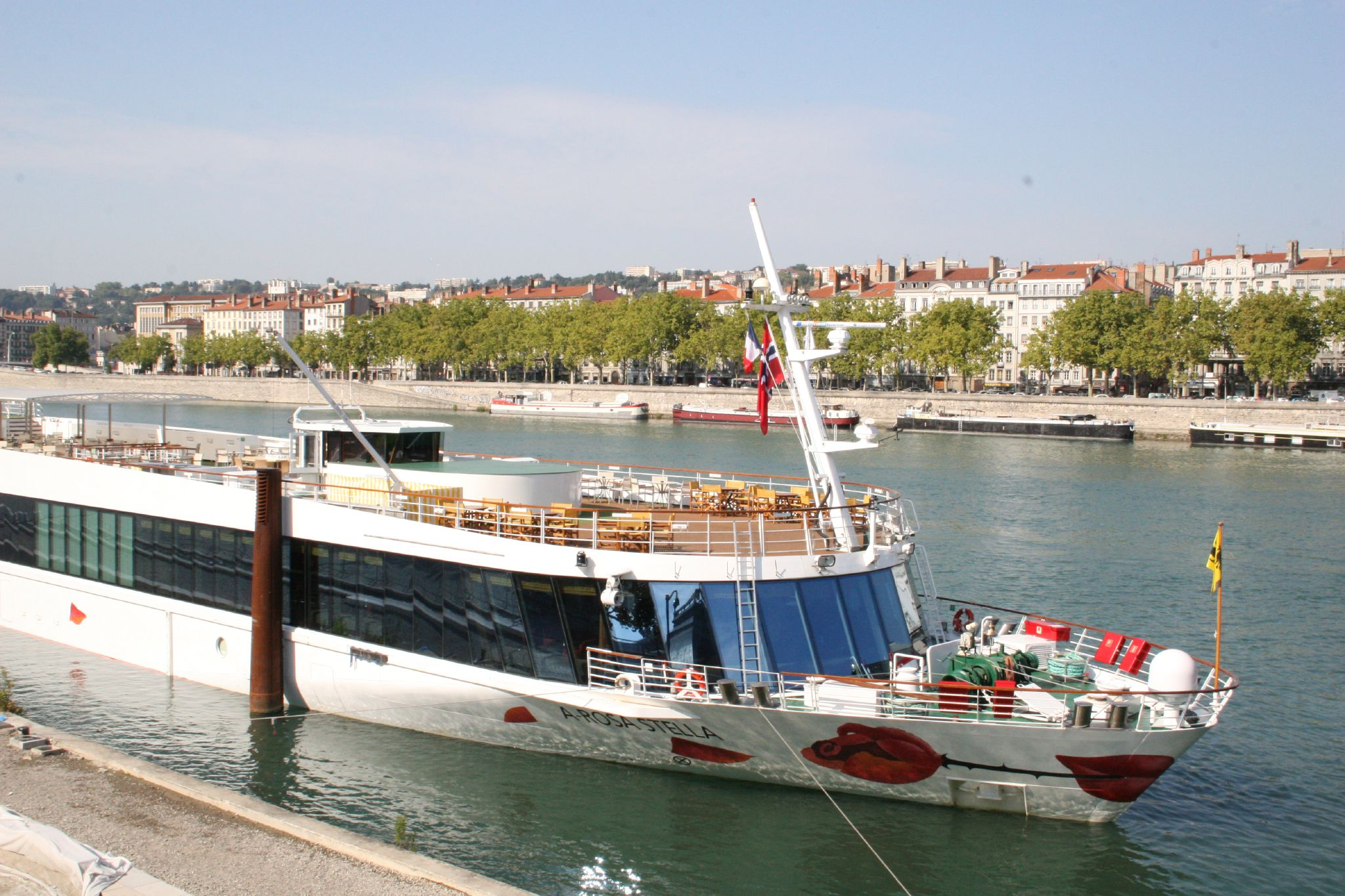
A-Rosa Stella auf der Rhone
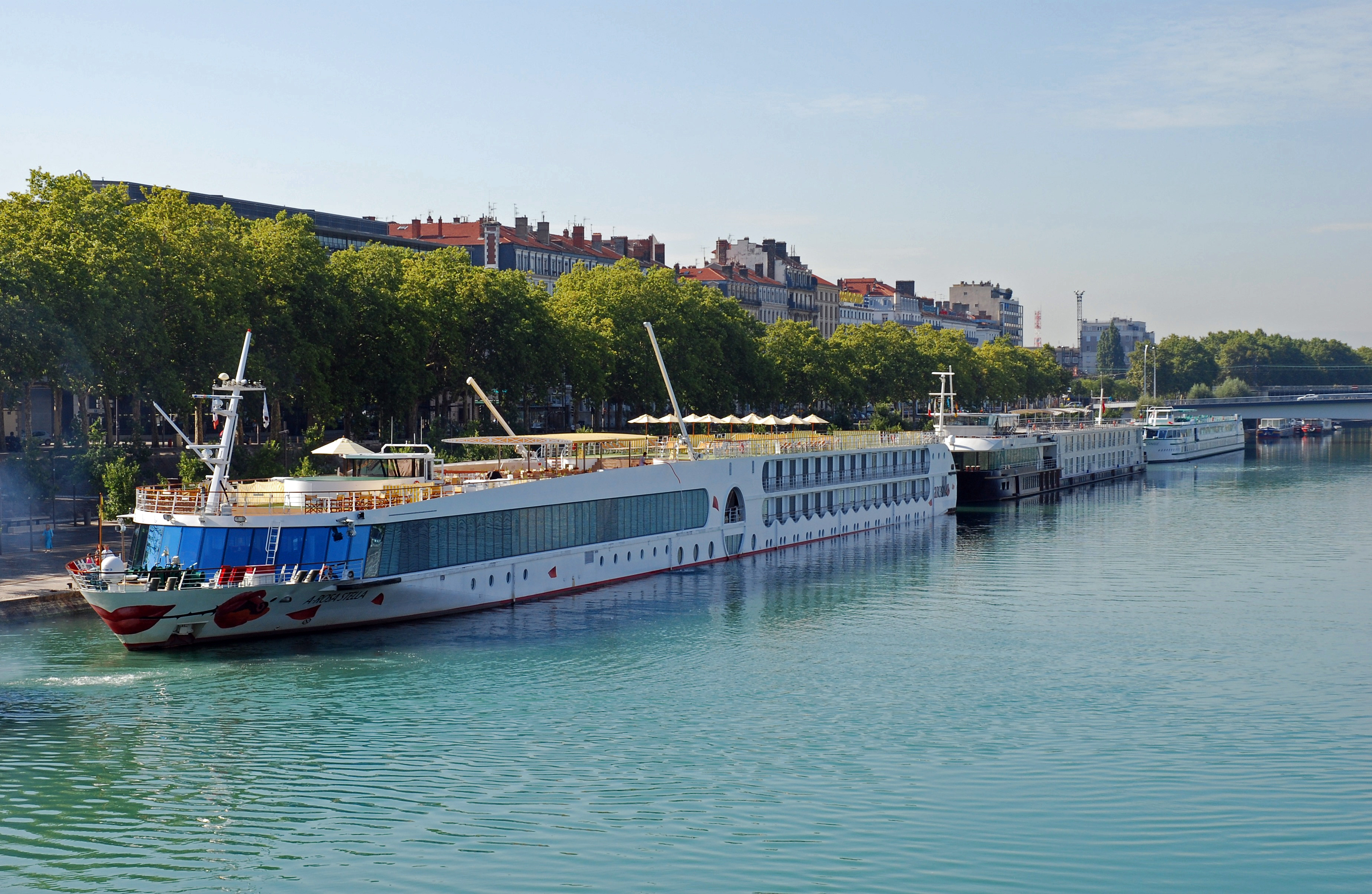
Flusskreuzfahrtschiffe auf der Rhone
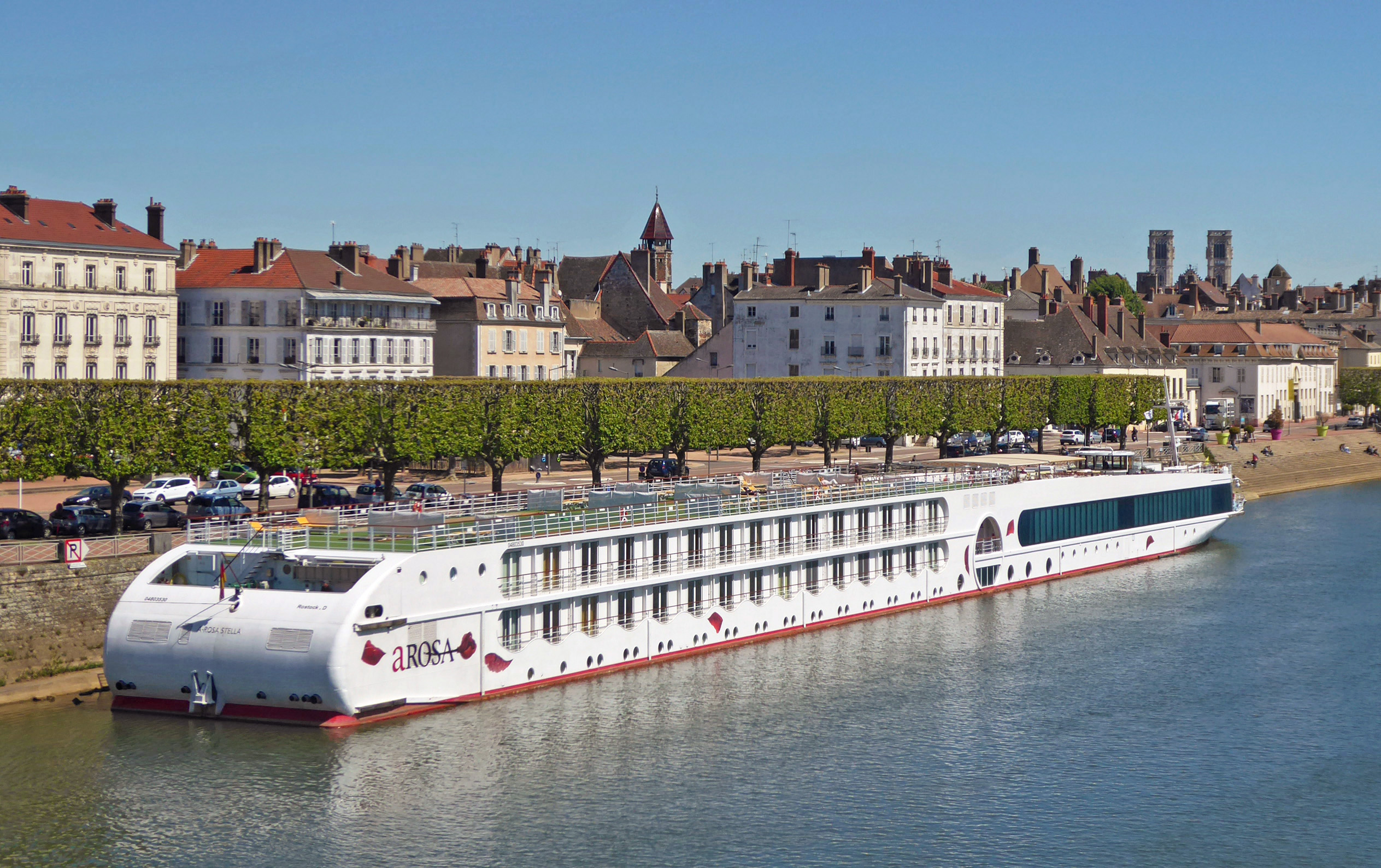
A-Rosa Stella in Chalon sur Saone